# Toby Whithouse

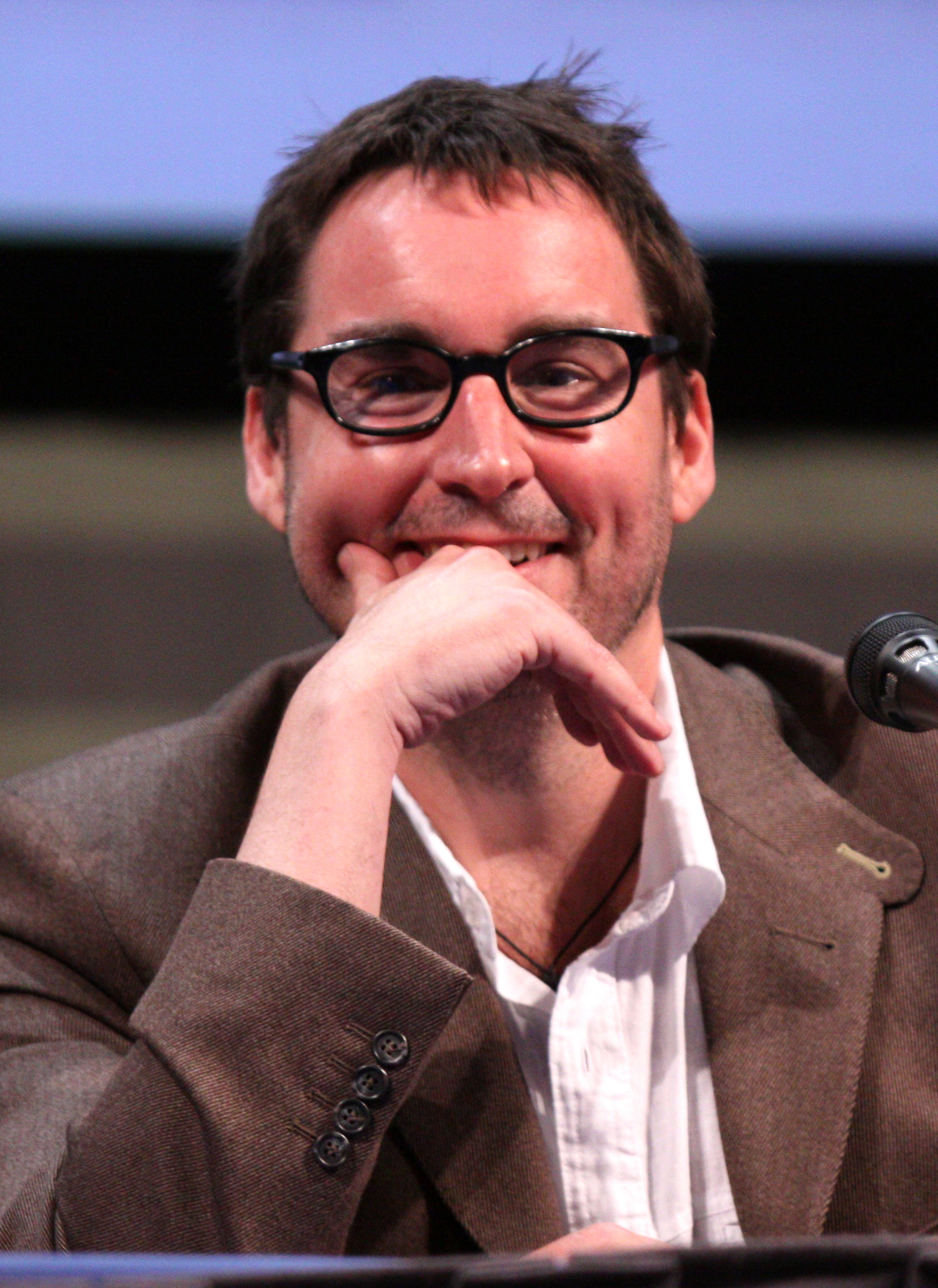
Toby Whithouse auf der Comic-Con 2011

Toby Whithouse (* 5. Juli 1970 in Southend-on-Sea, Essex) ist ein britischer Schauspieler und Drehbuchautor.

## Leben und Wirken
Toby Whithouse ist ein ausgebildeter Schauspieler. Für sein erstes geschriebenes Theaterstück erhielt Whithouse 1998 den Verity Bargate Award. Das Theaterstück wurde im Jahr 2000 im Soho Theater in London aufgeführt und wurde später fürs Radio umgeschrieben. Außerdem schrieb Toby Whithouse das Stück Blue Eyes And Heels. Auch dieses Theaterstück wurde im Soho Theater in London aufgeführt.
Whithouse ist der Schöpfer der Fernsehserien No Angels (2004–2006), Being Human (2008–2013) und der US-amerikanischen gleichnamigen Adaption (2011–2014). Außerdem schrieb er als Drehbuchautor einige Folgen der Fernsehserien Attachments, Hotel Babylon, Doctor Who, The Armstrong and Miller Show und Torchwood. Darüber hinaus wirkte er in zahlreichen Filmen und Serien als Schauspieler mit. So als Präsident Alistair Frith in Bridget Jones – Schokolade zum Frühstück und der britischen Originalfassung von Being Human.

## Filmografie
Als Schauspieler
- 1992: The Upper Hand (Fernsehserie, Folge 4x08)
- 1992: Mrs. ’Arris Goes to Paris (Fernsehfilm)
- 1992: A Masculine Ending (Fernsehfilm)
- 1992–1994: The House of Eliott (Fernsehserie, 11 Folgen)
- 1993: Comedy Playhouse (Fernsehserie, Folge 1x07)
- 1993: The Scarlet and the Black (Miniserie, Folge 1x02)
- 1993: Shadowlands
- 1996: The Bill (Fernsehserie, Folge 12x79)
- 1996: Jackson: My Life… Your Fault (Kurzfilm)
- 1997: Bright Hair (Fernsehfilm)
- 1998: Goodnight, Mister Tom (Fernsehfilm)
- 1999: Goodnight Sweetheart (Fernsehserie, Folge 6x06)
- 1999: Citizen Kane – Die Hollywood-Legende (RKO 281, Fernsehfilm)
- 2000: The Last Musketeer (Fernsehfilm)
- 2000: Endless Sins
- 2000, 2004: Holby City (Fernsehserie, 2 Folgen)
- 2001: Bridget Jones – Schokolade zum Frühstück (Bridget Jones’s Diary)
- 2001: Kavanagh QC (Fernsehserie, Folge 6x01)
- 2003: Doctors (Seifenoper)
- 2006: The Virgin Queen (Fernsehserie, Folge 1x02)
- 2006: No Angels (Fernsehserie, Folge 3x08)
- 2013: Being Human (Fernsehserie, 4 Folgen)
- 2017: Doctor Who (Fernsehserie, Folge 10x13)

Als Executive Producer
- 2010–2013: Being Human (Fernsehserie, 27 Folgen)
- 2011: Becoming Human (Webserie, 8 Folgen)
- 2011–2014: Being Human (Fernsehserie)
- 2014: The Game (Miniserie)

Als Drehbuchautor
- 1999: Where the Heart Is (Fernsehserie, Folge 3x04)
- 2000: Attachments (Fernsehserie, Folge 1x04)
- 2004: No Angels (Fernsehserie, 8 Folgen)
- 2006: Hotel Babylon (Fernsehserie, Folge 1x05)
- 2006: Torchwood (Fernsehserie, Folge 1x07)
- 2007: Comedy Showcase (Fernsehserie, Folge 1x01)
- 2008: The Armstrong and Miller Show (Fernsehserie, Folge 1x05)
- 2006, 2010–2012, 2015, 2017: Doctor Who (Fernsehserie, 7 Folgen)
- 2008–2013: Being Human (Fernsehserie, 33 Folgen)
- 2011–2014: Being Human (Fernsehserie)
- 2014: The Game (Miniserie)

## Auszeichnungen und Nominierungen

### Auszeichnungen
Writers’ Guild of Great Britain:
- 2009: Television Drama Series – Being Human (Toby Whithouse)
- 2010: Television Drama Series – Being Human (Toby Whithouse)
- 2012: Best Television Drama Series – Being Human (Toby Whithouse, Tom Grieves, John Jackson, Lisa McGee, Jamie Mathieson)

TV Quick Awards:
- 2011: Best Drama Series – Being Human (Toby Whithouse)

### Nominierungen
Hugo Awards:
- 2007: Best Dramatic Presentation – Short Form – Doctor Who (Toby Whithouse, Colin Teague, Rob Pursey, Matthew Bouch)

TV Quick Awards:
- 2009: Best New Drama – Being Human (Toby Whithouse, Colin Teague, Rob Pursey, Matthew Bouch)

Broadcasting Press Guild Awards:
- 2010: Best Drama Series – Being Human (Toby Whithouse, Colin Teague, Matthew Bouch, Rob Pursey)

Writers’ Guild of Great Britain:
- 2010: Television Drama Series – Doctor Who (Toby Whithouse, Steven Moffat, Simon Nye, Mark Gatiss, Chris Chibnall)

BAFTA Awards:
- 2010: Best Drama Series – Being Human (Rob Pursey, Toby Whithouse, Matthew Bouch, Colin Teague)
- 2011: Best Drama Series – Being Human (Rob Pursey, Philip Trethowan, Toby Whithouse, Colin Teague)[4]